# Kununurra
Kununurra é uma cidade no extremo norte da Austrália Ocidental, localizada no lado oriental da região de Kimberley, a aproximadamente 37 quilômetros da divisa com o Território do Norte. Contando com 3,748 habitantes, muitos dos quais aborígenes australianos, é a maior cidade da Austrália Ocidental ao norte de Broome e está distante 3.040 quilômetros de Perth, capital do estado.

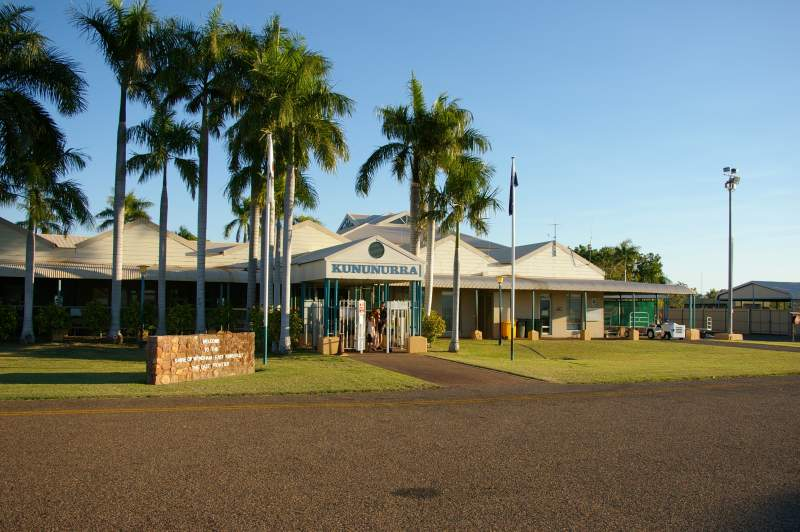
Aeroporto de Kununurra